# Sud Aviation

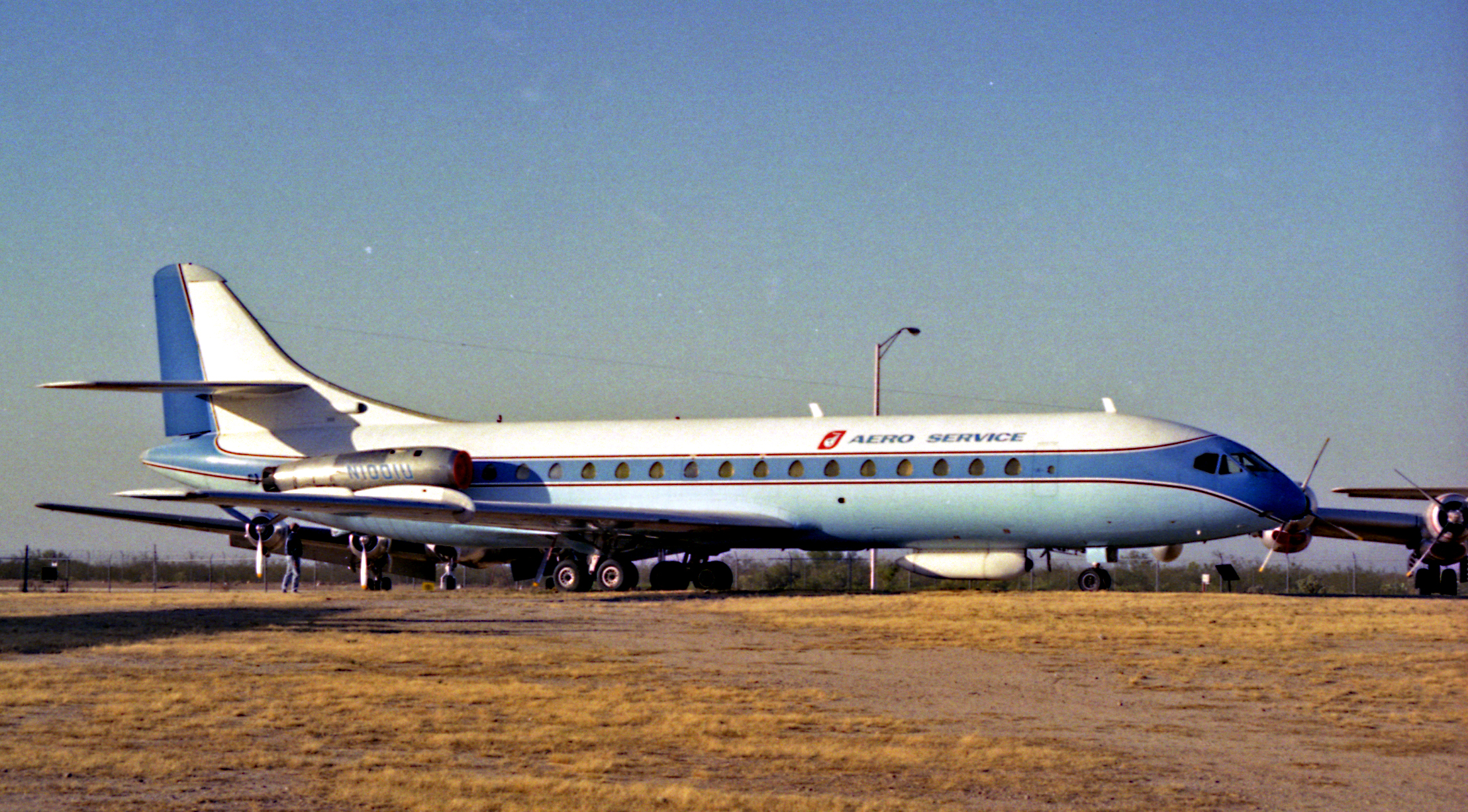
Un Caravelle in esposizione al Pima Air & Space Museum, Tucson, Arizona (USA)

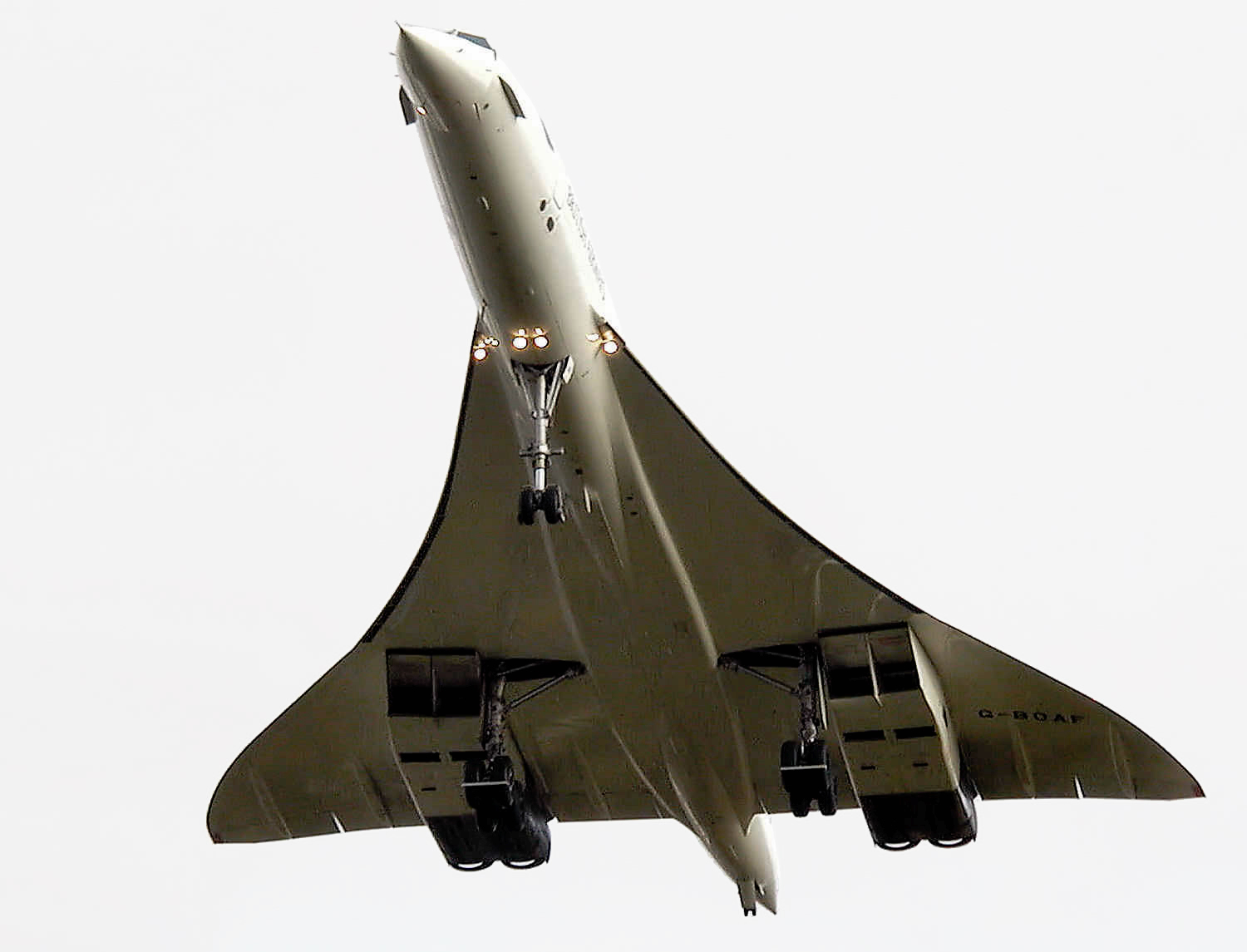
Un Concorde in fase di atterraggio

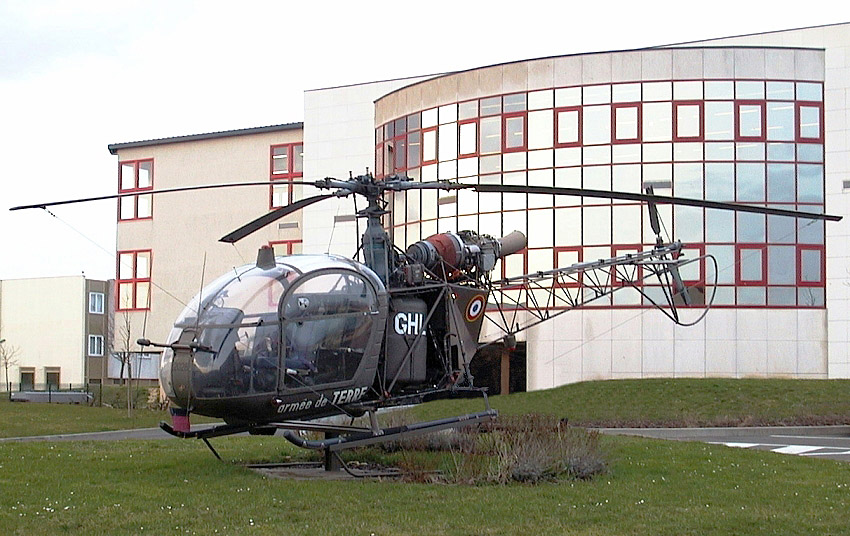
Un Alouette II SE3130 impiegato dall'Aviation légère de l'armée de terre (ALAT)

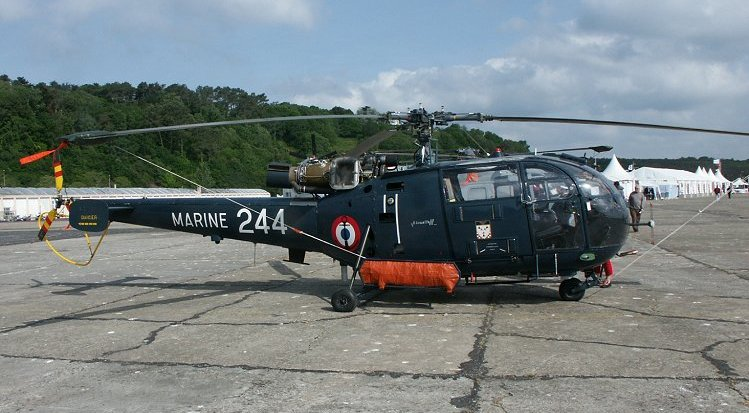
Un esemplare di SA 316 Alouette III dell'Aéronautique navale (AVIA)

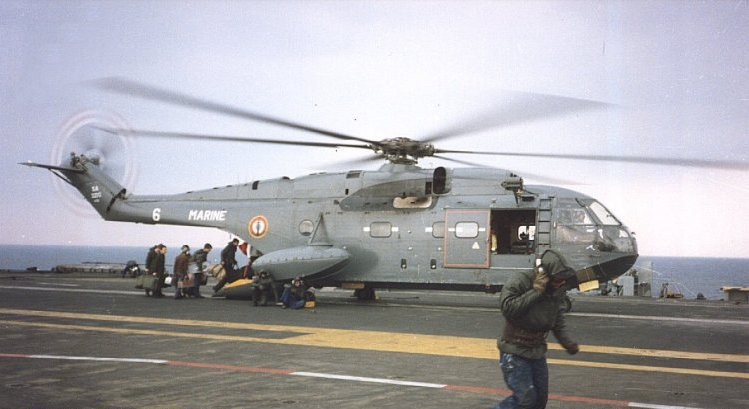
Un esemplare di SA 321 Super Frelon dell'Aéronautique navale (AVIA)

La Sud Aviation era una azienda aeronautica francese di proprietà statale, originata dalla fusione dalla SNCASE, o Société nationale des constructions aéronautiques du sud-est, e SNCASO, o Société nationale des constructions aéronautiques du sud-ouest, ed istituita il 1º marzo 1957. Precedentemente entrambe le società si erano formate dalla collaborazione di piccole imprese di proprietà privata che erano state nazionalizzate in sei aziende regionali indipendenti per progettazione e produzione appena prima dello scoppio della seconda guerra mondiale.

## Storia
La SNCASE, nota anche come Sud-Est, produsse una serie di velivoli tra cui un aereo di linea, il Languedoc ed un caccia, il Mistral, quest'ultimo il britannico de Havilland DH.100 Vampire prodotto su licenza.
Per uscire dalle limitazioni di mercato imposte dalla scelta della produzione su licenza e quindi limitate ad un'offerta su base nazionale, nel 1951 venne avviato il progetto di un nuovo aereo passeggeri dotato di propulsione a getto, il Caravelle. Benché fosse stata utilizzata parzialmente tecnologia britannica, con la parte anteriore derivata dal de Havilland Comet così come l'apparato propulsivo basato su due turbogetto Rolls-Royce Avon, il Caravelle si poteva considerare a pieno titolo un velivolo di nuova concezione, caratterizzato com'era dallo spostamento dei motori in coda alla fusoliera al fine di mantenere basso il livello di rumore percepibile dei passeggeri.
Prodotto dal 1958, il successo commerciale del Caravelle avvenne a scapito proprio del Comet, del quale a causa di alcuni gravi incidenti venne messa a terra l'intera flotta. La causa venne identificata nell'affaticamento del metallo, fino ad allora un problema poco conosciuto, che determinava la comparsa di cricche originanti dagli spigoli dei finestrini, di forma rettangolare. Il Caravelle, che non era viziato da questo tipo di inconveniente tecnico, rimase in produzione rimanendo l'unico vettore europeo di fascia media e ricavandone un ottimo successo di vendita in Europa, arrivando a vendere 20 esemplari anche negli Stati Uniti d'America, successo cui pose fine l'arrivo sul mercato del più moderno Douglas DC-9. Le successive versioni vennero equipaggiate con più moderni motori turboventola, il General Electric CJ-805 montato sulla versione Carevelle 7, ed il Pratt & Whitney JT8D che andò ad equipaggiare la versione a corto raggio Caravelle 12. Il Carevelle viene generalmente considerato il primo aereo di linea di successo.
Fu in quel periodo che la Sud-Ouest si fuse con la Sud-Est per andare a formare la Sud Aviation. La nuova azienda iniziò un progetto di una versione supersonica del Caravelle, conosciuto come Super-Caravelle. Tuttavia, il costo previsto del progetto risultò così elevato da convincere la dirigenza della Sud Aviation a richiedere al governo francese di trovare un accordo con il governo britannico per istituire un progetto comune ai due paesi, accordo che sfociò nell'istituzione, nel novembre 1962, di un consorzio con la BAC. La collaborazione tra le due realtà imprenditoriali produssero una delle pietre miliari nella storia dell'aeronautica civile, il Concorde. Nel 1962 la società creò, come diversificazione, la marca di roulotte Caravelair, che prese il nome dal Caravelle.
La Sud Aviation nel 1970 si fuse con la Nord Aviation andando a formare la Aérospatiale, azienda che negli anni successivi formerà una serie di consorzi internazionali a larga scala, come ad esempio l'Airbus creata dalla collaborazione con British Aerospace e Messerschmitt-Bölkow-Blohm GmbH, fino a confluire, nel 2000, nell'azienda aerospaziale europea EADS.

## Velivoli
1. Sud Aviation 'Caravelle' I
2. Sud Aviation 'Caravelle' IA
3. Sud Aviation 'Caravelle' III
4. Sud Aviation 'Caravelle' VIN
5. Sud Aviation 'Caravelle' VIR
6. Sud Aviation 'Caravelle' 10A
7. Sud Aviation 'Caravelle' 10B
8. Sud Aviation 'Caravelle' 10R
9. Sud Aviation 'Caravelle' 11R
10. Sud Aviation SE-116 'Voltigeur'
11. Sud Aviation SE-117 'Voltigeur'
12. Sud Aviation SE-3131 'Gouverneur'
13. Sud Aviation SE-3150
14. Sud Aviation SE-3160 'Alouette' III
15. Sud Aviation SA-316B 'Alouette' III
16. Sud Aviation SA-318C 'Alouette' II
17. Sud Aviation SA-319C 'Alouette' III
18. Sud Aviation SE-3200 'Frelon'
19. Sud Aviation SA-321F 'Super Frelon'
20. Sud Aviation SA-321G 'Super Frelon'
21. Sud Aviation SA-321K 'Super Frelon'
22. Sud Aviation SA-330A
23. Sud Aviation SA-330F 'Puma'
24. Sud Aviation SA-340

fonte: aviafrance